# Thyrsodium
Thyrsodium is een geslacht uit de pruikenboomfamilie (Anacardiaceae). De soorten uit het geslacht komen voor in tropisch Zuid-Amerika.

## Soorten
- Thyrsodium bolivianum J.D.Mitch. & Daly
- Thyrsodium guianense Sagot ex Marchand
- Thyrsodium herrerense Encarn.
- Thyrsodium puberulum J.D.Mitch. & Daly
- Thyrsodium rondonianum J.D.Mitch. & Daly
- Thyrsodium spruceanum Benth.

... · 
Anacardium · 
Bouea · 
Buchanania · 
Cotinus · 
Mangifera · 
Pistacia (Pistache) · 
Protorhus · 
Rhus · 
Schinus · 
Sclerocarya · 
Sorindeia · 
Spondias · 
Toxicodendron · 
...